# Hadise (album)
Hadise este cel de-al doilea album al interpretei belgiene cu același nume. De pe acesta au fost extrase cinci discuri single, „A Good Kiss”, „My Body”, „My Man and the Devil on His Shoulder”, „Deli Oğlan” și „Așkkolik”. Cel mai mare succes al materialului în Belgia îl constituie piesa „My Body”, singurul single al discului ce a urcat în top 10. Hadise a ocupat locul 19 în clasamentul flamand al albumelor.

## Lista cântecelor
Ordinea pieselor pe discul distribuit în Belgia
1. „Intro”
2. „My Man and the Devil on His Shoulder”
3. „My Body”
4. „Prisoner”
5. „A Good Kiss”
6. „All Together”
7. „Men Chase Women Choose”
8. „Creep”
9. „Good Morning Baby”
10. „Don't Ask”
11. „Intimate”
12. „Busy Bee”
13. „Comfort Zone”
14. „Who Am I?”
15. „A Song For My Mother”
16. „Așkkolik”
17. „Deli Oğlan”

Ordinea pieselor pe discul distribuit în Turcia
1. „Intro”
2. „Deli Oğlan”
3. „Așkkolik”
4. „My Man and the Devil on His Shoulder”
5. „My Body”
6. „Prisoner”
7. „A Good Kiss”
8. „All Together”
9. „Men Chase Women Choose”
10. „Creep”
11. „Good Morning Baby”
12. „Don't Ask”
13. „Intimate”
14. „Busy Bee”
15. „Comfort Zone”
16. „Who Am I?”
17. „A Song For My Mother”

## Clasamente
| Clasament                     | Poziția maximă | Referință |
| ----------------------------- | -------------- | --------- |
| Belgium Ultratop Albums Chart | 19             | [ 3 ]     |
| Top 20 Belgische Albums       | 6              | [ 4 ]     |